# Salvatorberg

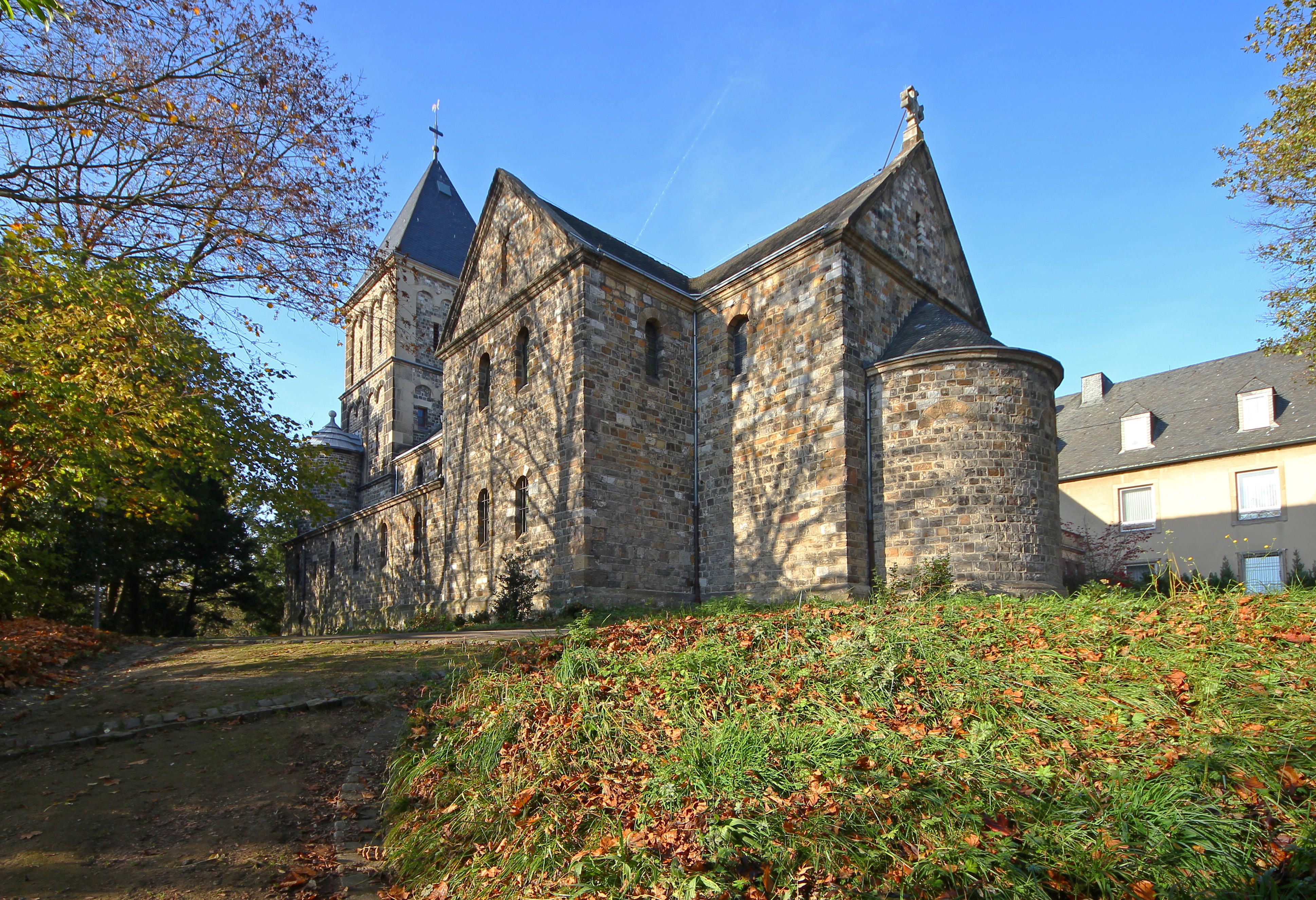
Salvatorberg mit Salvatorkirche und Klostergebäude

Der Salvatorberg ist mit 229 Metern Höhe der mittlere der drei „Hausberge“ Aachens. Der höchste dieser Zeugenberge ist der Lousberg, der niedrigste der Wingertsberg. Der Salvatorberg erhielt seinen Namen nach der im 9. Jahrhundert auf ihm erbauten Salvator-Kapelle und des später ebenfalls dort gegründeten gleichnamigen „Salvatorklosters“, die beide Jesus Christus in seiner Eigenschaft als Salvator Mundi (lateinisch: Heiler, Retter der Welt) geweiht waren.

## Geologie
Geologisch gesehen gehört der Salvatorberg zu den südlichsten Ausläufern der Aachen-Limburger Kreidetafel. Im Zuge der Oberkreide-Transgression wurden in der Region um Aachen zunächst tonige und sandige, später vorwiegend kalkige Sedimente abgelagert. Die morphologische Hochlage der Lousberg-Salvatorberg-Wingertsberg-Scholle steht in Zusammenhang mit tektonischen Bewegungen, die zur Herausbildung der Niederrheinischen Bucht geführt haben.
An der Basis des Salvatorberges wurden dunkelgraue bis schwarze, vorwiegend tonige bis sandige Sedimente der so genannten Hergenrath-Schichten abgelagert, die sich in einem sumpfigen Flussdelta ausgebildet haben. In die Hergenrath-Schichten sind stellenweise Konkretionen aus Markasit sowie vereinzelt verkieselte Hölzer und Holzkohle eingelagert. Im weiteren Verlauf der Oberkreide wurde das Gebiet fortschreitend vom Meer überflutet und 30–50 m mächtige Quarzsande der Aachen-Formation abgelagert, die insbesondere am östlichen Unterhang, im Bereich der Krefelder Straße, in kleinen Sandgruben abgebaut wurden. Auf topographische Karten des 19. Jahrhunderts sind zu unterschiedlichen Zeiten mehrere Sandgruben verzeichnet, die dann bei der Bebauung der Krefelder Straße wieder verfüllt wurden. Die hufeisenförmige Anlage der Kardinalstraße folgt beispielsweise dem Verlauf einer ehemaligen Sandgrubengrenze.
Ursprünglich waren auf dem Salvatorberg auch noch jüngere Oberkreide-Sedimente abgelagert, die jedoch im Laufe der Zeit durch Erosion abgetragen worden sind.

## Gestaltung und Nutzung
Obwohl die geologischen Bestandteile des Salvatorbergs denjenigen des Lousbergs sehr ähnlich sind, ist seine Oberfläche zusätzlich mit einer fruchtbaren Erde bedeckt, die die Basis für ergiebige Viehweiden, Gärten und Gemüsefelder bildet. Dennoch erhielt der Berg in der ersten Zeit der Nutzung des Klosters mit seiner noch recht kargen Anhöhe den Ruf, ein kaltes, feuchtes und zugiges Klima zu haben und es wurde bekannt, dass die dort ansässigen Nonnen des Öfteren über Lungen- und Bronchienerkrankungen klagten.
Bereits seit dem Mittelalter ließ um 840 Ludwig der Fromme eine Friedhofskapelle auf dem Plateau des Salvatorbergs erbauen, die 870 unter seinem Sohn Ludwig den Deutschen im Rahmen eines bereits ersten notwendigen Neubaus urkundlich als Salvatorkapelle bezeichnet wurde. Um das Jahr 997 wurde neben dieser Kapelle noch ein Klostergebäude für eine neu gegründete Benediktinergemeinschaft erbaut. Dort residierten anschließend von 1197 bis etwa 1220 die Zisterzienserinnen, bevor diese die Reichsabtei Burtscheid übernahmen. Danach stand das Klostergebäude fast 700 Jahre überwiegend leer und wurde erst wieder von 1949 bis 2012 von dem Orden der Oblaten der makellosen Jungfrau Maria neu erbaut und genutzt. Der derzeitige Besitzer des Klostergebäudes und der mehrfach erneuerten und unter Denkmalschutz gestellten Salvatorkirche ist heute die Stadt Aachen, welche einen Nutzungsvertrag mit dem Sozialwerk Aachener Christen abgeschlossen hat.
Über einen langen Zeitraum diente der Salvatorberg mit seinen kirchlichen Einrichtungen als Wallfahrtsstätte, was zur Folge hatte, dass sowohl die Zufahrtswege von der Stadt aus entsprechend ausgebaut wurden als auch 1175 zum Bau des Aachener Neutores führte. Ab Ende des 17. Jahrhunderts wurden zusätzlich sieben einfache Andachtsstationen nebst Holzkreuze auf dem Wege zur Salvatorkirche aus privaten Mitteln aufgestellt, die jedoch im Laufe der nächsten Jahrzehnte verfielen. 1886 wurden sie auf Kosten des „Vereins für die innere Ausstattung der Salvatorkirche“ erneuert, diesmal aus Stein und hergestellt in der Bildhauerwerkstatt von Wilhelm Pohl.
Ende des 19. Jahrhunderts wurden Planungen des Aachener Gartendirektors Heinrich Grube (1840–1907) umgesetzt, die Parkanlagen des Lousberges in südöstlicher Richtung um die Flächen des Salvatorberges mit umfangreichem Baumbestand zu ergänzen, so dass ein Flächenverbund von Grünanlagen mit der ab 1807 von Maximilian Friedrich Weyhe gärtnerisch überplanten Stadtbefestigung (nördliche Teile des Alleenrings) und mit dem 1852 von Peter Joseph Lenné entworfenen, heutigen Stadtgarten Aachen entstehen konnte. Grube war seit 1882 Stadtgärtner in Aachen, zuvor von 1864 bis 1866 in Diensten des kaiserlichen Hofs in Mexiko und von 1867 bis 1879 Gartendirektor am Hof des Fürsten von Hohenzollern-Sigmaringen.